# RDS-46A
RDS-46A es el nombre de una bomba termonuclear de dos etapas desarrollada por la Unión Soviética en la década de 1950. Fue la primera cabeza nuclear creada para ser transportada por misiles balísticos intercontinentales (ICBM). Su diseño era básicamente la misma RDS-37, primera bomba termonuclear de dos etapas soviética, modificada para aumentar su rendimiento y hacerla adaptable a cabezas nucleares para misiles R-7A.

## Historia y diseño
La bomba fue fruto del esfuerzo de los diseñadores del cohete R-7 Semyorka de construir una efectiva arma estratégica y de los diseñadores de las armas nucleares soviéticas. La creación de la primera bomba termonuclear soviética de dos etapas, la RDS-37, abrió posibilidades para crear nuevas armas estratégicas. Luego de su primera prueba el 22 de noviembre de 1955, las primeras bombas termonucleares probadas fueron versiones de esta en distintos tamaños. Durante la creación de los cohetes R-7, se diseñó una bomba termonuclear especial para acoplarla como cabeza nuclear de estos, y una versión del cohete para el propósito, el R-7A. Las pruebas de vuelo de los misiles junto con bomba termonucleares (sin carga nuclear) comenzaron en 1957 y mostraron resultados negativos. El enorme peso de las bombas ponía en peligro el despegue y reducía su alcance. Finalmente, se diseñó una bomba especial para el propósito. Fue llamada "producto 46A" por los fabricantes, y era más pequeña que las bombas probadas anteriormente. La bomba RDS-46A (producto 46A) se construyó sobre la base de la RDS-37, tenía un rendimiento nominal de 3 megatones y pesaba 4500 kg. El alcance del cohete, sin embargo, era de 8500 km, lo que limitaba su uso. La bomba estuvo en servicio entre 1960 y 1966.

## Pruebas
La primera prueba del dispositivo ocurrió el 6 de octubre de 1957. Un avión Tupolev Tu-16 piloteado por F. P. Golovashko transportó la bomba, partiendo desde el aeródromo de Olenya, y arrojando la bomba en bahía de Mityushija, Isla norte del sitio de pruebas de Nueva Zembla. Para evitar que el avión fuera alcanzado por la explosión, la bomba fue equipada con un sistema de paracaídas. La bomba fue arrojada desde una altura de 11500 metros, y explotó a las 9:00 (GMT) a 2120 m de altura, con un rendimiento de 2900 kilotones, excediendo los cálculos en un 20%. La bomba marcó un hito, al ser la prueba nuclear más grande en su tiempo, y siendo además la segunda gran prueba nuclear atmosférica en Nueva Zembla, lugar donde se trasladaron todas las grandes detonaciones nucleares luego del accidente ocurrido en 1955 con la prueba de la RDS-37.
Durante el intenso bombardeo nuclear en Nueva Zembla en 1958 se realizaron, probablemente, dos pruebas más, una el 18 de octubre y otra el 22 de octubre, ambas en la bahía de Mityushija.